# Франчишек Дитрих
Франчишек Дитрих (на полски: Franciszek Dietrich; роден на 21 април 1775 г. в Решел, починал на 1 октомври 1848 г. в Груджьондз) е полски свещеник, педагог, преводач и автор на учебници.
Получава свещенически сан през 1800 г. В Груджьондз организира семинар на учителите, и от откриването му през 1816 г. е негов директор.